# Katashina-gawa
La rivière Katashina (片品川, Katashina-gawa) est un cours d'eau du Japon dont le cours est entièrement situé dans la préfecture de Gunma. Elle est un affluent du fleuve Tone.

## Géographie
Le bassin de la rivière Katashina, d'une superficie de 673,1 km2, est situé dans le nord-est de la préfecture de Gunma. La rivière, longue de 60,8 km, est un affluent du fleuve Tone. Elle prend sa source sur le flanc ouest du mont Kuroiwa sis à cheval sur les trois préfectures de Gunma, Fukushima et Tochigi.
Son cours s'oriente sud-ouest jusqu'au lac artificiel Sonohara dans la partie centrale de la ville de Numata. Quittant le lac Sonohara, il prend la direction du nord-ouest dans Numata puis le long de la limite nord du village de Shōwa. À environ 7 km de son point de confluence avec le fleuve Tone, le cours de la rivière s'infléchit sud-ouest.
La rivière Katashina se jette dans le fleuve Tone entre Numata et Shōwa, à la limite ouest du village de Shōwa.

## Principaux affluents
Les principaux affluents de la rivière Katashina sont :
- La rivière Kasashina ;
- La rivière Kurihara à Numata ;
- La rivière Tsubo ;
- La rivière Neri au sud-est du lac Sonohara.

## Barrages

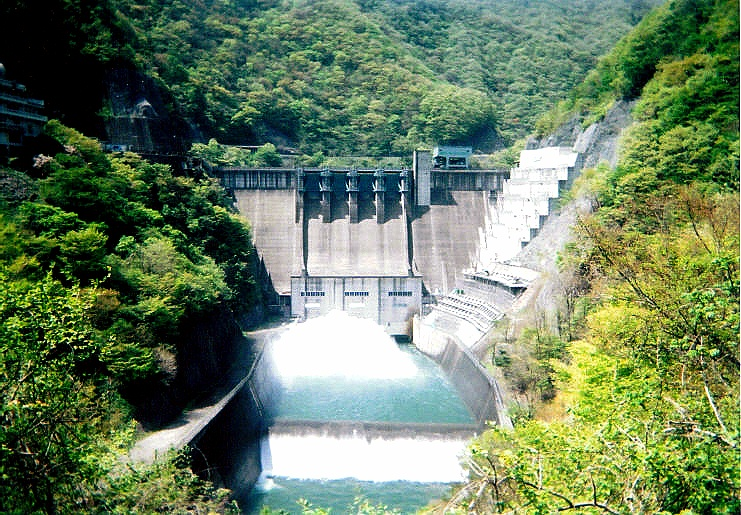
Barrage Sonohara.

Le barrage Sonohara est le principal barrage construit pour contrôler le courant de la rivière Katashina et, indirectement, celui du fleuve Tone. Il est destiné à la lutte contre les inondations et la production d'énergie hydroélectrique.

## Ponts
En 2015, la rivière Katashina est enjambée par 21 ponts dont le pont en treillis Katashinagawa à Shōwa et le pont à poutres Fukiwari à Numata.

## Catastrophes naturelles
Depuis des temps immémoriaux, la pluie, tombant en trombes d'eau, dans l'intérieur des terres, et des typhons, venus de l'océan Pacifique, ont provoqué le débordement de la rivière Katashina. La répétition de ces catastrophes naturelles a contraint les habitants de cette région du Japon à construire des digues et des barrages pour contrôler les crues tout le long du cours d'eau.

### Inondations de 1947
En septembre 1947, le passage du typhon Kathleen sur la région de Kantō donne naissance à des pluies torrentielles qui font sortir le fleuve Tone et ses affluents de leur lit en amont de son cours. Fin septembre, la préfecture de Gunma recense 592 morts, 107 disparus, 1 231 blessés et des dizaines de milliers de maisons inondées.